# Georges IV (roi de Géorgie)
Pour les articles homonymes, voir Georges IV.
Georges IV Lasha de Géorgie (en géorgien : გიორგი IV ლაშა, ლაშა გიორგი, Lasha Giorgi IV ; 1194-1223) est un roi de Géorgie de la dynastie des Bagratides, régnant de 1213 à 1223.

## Biographie
Georges IV est le fils de la reine Thamar Ire de Géorgie et de son second époux, le roi consort David Soslan. Il est déclaré corégent par sa mère à l'âge de 13 ans en 1207 après la mort de son père. Il devient seul roi en janvier 1213 après  la disparition de la reine.
Il poursuit la politique de fermeté de sa mère vis-à-vis des grands féodaux géorgiens et des États musulmans vassalisés en menant une expédition en 1214 contre Gandja, qui refuse de payer son tribut. Toutefois les nobles et l’Église refusent de reconnaître son projet d'union avec sa maîtresse, une jeune roturière par ailleurs mariée dont il s'est épris. Le roi, de son côté, n’accepte pas de se choisir une autre épouse. 
Vers 1220, il reçoit une correspondance du pape Honorius III qui lui propose de joindre ses forces à celles des Croisés de la cinquième croisade, pour prendre à revers les États musulmans du Proche-Orient et reconquérir Jérusalem. Le jeune roi est enthousiasmé par cette proposition et commence ses préparatifs militaires. 
C’est à cette même époque que les avant-gardes de l’armée mongole se présentent aux frontières du royaume de Géorgie. Les premières attaques des Mongols sont repoussées par les troupes géorgiennes qui subissent toutefois de lourdes pertes en 1221/1222. Les assaillants, qui souhaitent sans doute simplement tester les défenses de leurs adversaires, se retirent pour rendre compte au Grand Khan. Les Géorgiens, de leur côté, ne tirent aucun enseignement de cette agression.  
Le jeune roi, vraisemblablement blessé pendant les combats, meurt peu après des suites de ses blessures le 18 janvier 1223, alors qu'il négocie à Bagawan le mariage de sa sœur Rousoudan avec un de ses vassaux musulmans le Chirvanchah. Georges IV est inhumé dans le monastère de Ghélati. Sa sœur cadette Rousoudan Ire lui succède.

## Descendance
D'une paysanne de Kakhéthie, il laisse un fils unique considéré comme illégitime :
- David, roi de Géorgie.